# Vedad Karić
Vedad Karić (ur. 2 sierpnia 1988 w Zenicy) – bośniacki kolarz szosowy i górski.
Oprócz kolarstwa szosowego Karić uprawia również kolarstwo górskie – w dyscyplinie tej wielokrotnie zdobywał mistrzostwo Bośni i Hercegowiny, startował także w mistrzostwach świata i Europy.

## Osiągnięcia

### Kolarstwo szosowe
Opracowano na podstawie:

2017
- 1. miejsce w mistrzostwach Bośni i Hercegowiny (jazda indywidualna na czas)
- 2. miejsce w mistrzostwach Bośni i Hercegowiny (start wspólny)

2018
- 1. miejsce w mistrzostwach Bośni i Hercegowiny (jazda indywidualna na czas)
- 2. miejsce w mistrzostwach Bośni i Hercegowiny (start wspólny)
- 1. miejsce w górskich szosowych mistrzostwach Bośni i Hercegowiny

2019
- 1. miejsce w mistrzostwach Bośni i Hercegowiny (jazda indywidualna na czas)
- 2. miejsce w mistrzostwach Bośni i Hercegowiny (start wspólny)
- 1. miejsce w górskich szosowych mistrzostwach Bośni i Hercegowiny

2020
- 1. miejsce w górskich szosowych mistrzostwach Bośni i Hercegowiny

2021
- 1. miejsce w mistrzostwach Bośni i Hercegowiny (jazda indywidualna na czas)
- 1. miejsce w mistrzostwach Bośni i Hercegowiny (start wspólny)
- 2. miejsce w mistrzostwach krajów bałkańskich (start wspólny)

2022
- 1. miejsce w górskich szosowych mistrzostwach Bośni i Hercegowiny

## Rankingi

### Kolarstwo szosowe
| Rok             | 2007 | 2008 | 2009 | 2010 | 2011 | 2012 | 2013 | 2014 | 2015 | 2016 | 2017  | 2018 | 2019  | 2020 | 2021 | 2022 | 2023  | 2024 |
| --------------- | ---- | ---- | ---- | ---- | ---- | ---- | ---- | ---- | ---- | ---- | ----- | ---- | ----- | ---- | ---- | ---- | ----- | ---- |
| World Ranking   |      |      |      |      |      |      |      |      |      | -    | 1581. | -    | 1138. | -    | 578. | -    | 1622. | 778. |
| UCI Europe Tour | 819. | -    | -    | -    | -    | -    | -    | -    | 728. | -    | 1007. | -    | 803.  | -    | 465. | -    | -     | -    |
|                 |      |      |      |      |      |      |      |      |      |      |       |      |       |      |      |      |       |      |
| Źródło: UCI     |      |      |      |      |      |      |      |      |      |      |       |      |       |      |      |      |       |      |